# جیزلا مور
جیزلا مور (انگلیسی: Jazella Moore؛ زاده ۱۷ دسامبر ۱۹۶۵) یک بازیگر پورنوگرافی است.